# 多性愛
多性愛（たせいあい）、ポリセクシュアリティ（英語: polysexuality）は、2種類以上の性別の人々に恋をしたり、性的願望を抱いたりすること。ポリセクシュアルな人は「数種類以上のセクシュアリティを持つ人間」とされる。作家のリンダ・ガーネッツとダグラス・キンメルは、多性愛を「『両性愛』という語が性別の二元、異性愛と同性愛の二元的な区別という2つの意味を含み、従って両性愛は性別二元と性的二元という概念のハイブリッドにすぎないことに気づいた人々が使う」性的指向であるとしたが、「バイセクシャル」という語には必ずしも男と女という性別の二元を含まず、バイは「同じ性別」と「違う性別」を意味するにすぎない、とする説もある。

## 定義
多性愛はポリアモリー（同時期に2人以上と親密な関係を持つ）と全性愛（全ての性別の人々に恋をしたり、性的願望を抱いたりする）とは違う指向である。ポリセクシュアリティは数種類の性別に対するセクシュアリティを含むが、全ての性別とは限らない。従って全性愛は多性愛の一種とも言える。
多性愛は基本的には自称であり、様々な人が自らを多性愛と称したためその定義は一定していない。多性愛は性同一性に関連しており、自らを二元的な性別に当てはまらないとする人々に性的指向として使われている。多性愛な人は、例えば、トランスジェンダー、第3の性別、Two-Spirit、ジェンダークィアといった性別の人に性的願望を抱くことがある（なお、これは二元的な性別のどちらかまたは両方の人に性的願望を抱くことを排除しない）。

## 宗教との関係
宗教とLGBTの関係は宗教によって違う。一部の宗教は多性愛行為を禁じるが、多性愛を慣習に組み入れる宗教もある。しかし、主な一神教は一般的には多性愛を禁じている。